# Neopontonides henryvonprahli
Neopontonides henryvonprahli is een garnalensoort uit de familie van de Palaemonidae. De wetenschappelijke naam van de soort is voor het eerst geldig gepubliceerd in 1995 door Ramos.